# Jutrznia
Jutrznia (leggi 'iùtscnia'), talora indicata come Utrenja, è una composizione del polacco Krzysztof Penderecki. Il termine significa 'preghiera del mattino'.
Il lavoro è diviso in due parti:
- La sepoltura di Cristo (1969-1970)
- La resurrezione di Cristo (1970-1971)

## La sepoltura di Cristo
Per 2 cori misti, voci soliste (soprano, mezzo soprano, tenore, 2 bassi) e orchestra sinfonica.
La composizione è divisa in 5 parti:
- 1) Tropar, a cappella (la recita del Vangelo)
- 2) Wieliczanije (preghiera a Cristo con lamento, che termina con il pianto per la misericordia)
- 3) Irmos, a cappella (immagine poetica della sepoltura)
- 4) Nie wydày mienié Màti
- 5) Stichira (lamento per la morte di Cristo ed espressione di speranza per la resurrezione).

Fu eseguita la prima volta l'8 aprile 1970 nella cattedrale gotica di Altenberg, sotto la direzione di Andrzej Markowski.

## La resurrezione di Cristo
Per voci soliste (soprano, mezzo soprano, tenore, 2 bassi), coro maschile, 2 cori misti e orchestra sinfonica. 
La composizione è divisa in 8 parti:
- 1) Ewangelia
- 2) Stichira
- 3) Psalm z Troparionem paschalnym
- 4) Kanon Paschy, Piesni 1, 3, 6, 9
- 5) Kanon Paschy, Piesn 8
- 6) Kontakion
- 7) Oikos
- 8) Kanon Paschy, fragmenty spiewòw poprzednich

Fu eseguita la prima volta il 28 maggio 1971, nella cattedrale medievale di Munster, vicino Ko'ln, ancora una volta sotto la direzione di Andrzej Markowski.

## Uso cinematografico
Alcuni estratti di Jutrznia sono stati utilizzati nel film Shining (1980).

## Discografia
- Polskie Nagrania PNCD 018: Pioneer Choir (maestro del coro: Wladyslaw Skoraczewski); Warsaw National Philharmonic Orchestra and Choir (maestro del coro: Jòzef Bok); direttore: Andrzej Markowski; registrato nel 1973 da Polskie Nagrania.